# Гунбин, Алексей Игоревич
Алексей Игоревич Гунбин (укр. Олексій Ігорович Гунбін; род. 8 ноября 1992, Сумы) — украинский лучник, специализирующийся в стрельбе из олимпийского лука. Участник Олимпийских игр.

## Биография
Алексей Гунбин родился 8 ноября 1992 года в Сумах. Начал заниматься спортом в 2010 году в родном городе.
Учился в Сумском государственном университете. Владеет украинским, русским и английским языками.

## Карьера
В 2017 году принял участие на двух этапах Кубка мира в Берлине и Анталии, добравшись до 1/16 и 1/32 финала, соответственно. В том же году принял участие на чемпионате мира 2017 года в Мехико. В командном турнире Украина заняла семнадцатое место, а в личном Гунбин выбыл уже в первом раунде, став 57-м.
В 2018 году также выступил на двух этапах Кубка мира. В Шанхае принял участие в миксте, завершив соревнования на 17-й позиции, и в личном первенстве, дойдя до 1/32 финала. Также участвовал в Анталии, где в личном турнире также выбыл на стадии 1/32 финала. На чемпионате Европы 2018 года в Легнице вышел в четвертьфинал в индивидуальном первенстве, а с командой стал девятым.
В 2019 году показал лучший результат в миксте на этапе Кубка мира в Анталии, добравшись до четвертьфинала, и там же дошёл до 1/8 финала в индивидуальном турнире. В Берлине также участвовал и в личном первенстве, и в смешанных парах, но оба раза проиграл в 1/16 финала. В командном турнире завоевал серебро. На чемпионате мира 2019 года в Хертогенбосе вновь выбыл в первом раунде индивидуальных соревнований. Вместе с командой дошёл до 1/8 финала, а в миксте стал участником четвертьфинала.
В 2021 году принял участие на этапе Кубка мира в Париже, выбыв на стадии 1/32 финала. На чемпионате Европы в Анталии завоевал серебро в командном турнире и дошёл до 1/32 личного. Вошёл в состав сборной Украины на Олимпиаду-2020 в Токио. В квалификации (рейтинговом раунде) турнира смешанных пар украинцы заняли восемнадцатое место и не попали в плей-офф. В личном турнире Гунбин проиграл индийцу Тарундипу Раю со счётом 4:6.